# Roger Butlin
Roger K. Butlin (* 1955) ist ein britischer Evolutionsbiologe und Genetiker.
Butlin studierte ab 1973 Naturwissenschaften und besonders Genetik an der Universität Cambridge (Jesus College)  mit dem Bachelor-Abschluss 1976 und wurde 1982 an der University of Nottingham in Genetik promoviert. Als Post-Doktorand war er bei Godfrey Hewitt an der University of East Anglia und ab 1987 Royal Society Research Fellow an der University of Wales in Cardiff. 1992 wurde er Lecturer an der University of Leeds und ab 1994 Reader für Evolutionsbiologie. Er ist Professor an der University of Sheffield.
Er war 2013 bis 2015 Gastprofessor an der Universität Göteborg.
Er befasst sich mit der Genetik von Artbildung, besonders reproduktiver Isolation und dem umstrittenen Mechanismus von Reinforcement (siehe Artbildung) besonders bei Parapatrischer Artbildung. Als Modellsystem untersucht er Insekten und deren akustische und chemische Signale, die Vererbung von Signalcharakteristiken und weiblicher Präferenzen bei der Wahl der Fortpflanzungspartner. Außer an Insekten (wie Erbsenlaus und Drosophila) untersucht er auch Artbildung und Anpassung bei Strandschnecken (Gattung Littorina) und die Evolution asexueller Reproduktion, Evolution an den Rändern von Verbreitungsgebieten und deren Bedeutung für den Naturschutz. Außerdem erforscht er die genetische Schädlichkeit der parasitären Pflanzen der Gattung Striga, akustische Kommunikation (Art-Erkennung) bei Fledermäusen und er erforschte die Populationsgenetik verschiedener Malaria-übertragener Mücken.
2015 erhielt er die Darwin-Wallace-Medaille. 2013 bis 2015 war er Präsident der European Society for Evolutionary Biology.
Ab 2015 war er Associate Editor des American Naturalist und 2009 bis 2012 war er Herausgeber von Heredity.

## Schriften (Auswahl)
- Herausgeber mit Jon R. Bridle, Dolph Schluter: Speciation and patterns of diversity. Cambridge University Press 2009
- mit Juan Galindo, John W. Grahame: Sympatric, parapatric or allopatric: the most important way to classify speciation ?, Philosophical Transactions of the Royal Society B 363, 2008, S. 2997–3007.
- mit anderen:  What do we need to know about speciation ?, Trends in Ecology & Evolution, Band 27, 2012, S. 27–39.
- mit G. L. Bush:  Sympatric speciation in insects, in: Adaptive Speciation, 2012, S. 229–248.
- mit R. Abbott u. a.: Hybridization and speciation,  J. Evol. Biol., Band 26, 2013, S. 229–246.
- mit anderen: Genomics and the origin of species, Nature Review Genetics, Band 15, 2014, S. 176–192.